# Pinus tecunumanii
Pinus tecunumanii là một loài thực vật hạt trần trong họ Thông. Loài này được F.Schwerdtf. ex Eguiluz & J.P.Perry miêu tả khoa học đầu tiên năm 1983.